# Cerco de Utreque
O Cerco de Utreque (Utrecht em neerlandês) ocorreu de 28 de fevereiro a 17 de março de 1677, durante a Guerra Franco-Holandesa, quando Valenciennes, então nos Países Baixos espanhóis, foi atacada por um exército francês sob o comando do duque de Luxemburgo.
Durante o inverno de 1676 a 1677, Valenciennes e Cambrai foram submetidos a um forte bloqueio, que impediu que reforços ou suprimentos chegassem até eles do lado de fora. Os exércitos franceses também se beneficiaram de uma logística superior, o que lhes permitiu iniciar campanhas muito mais cedo do que seus oponentes. As operações de cerco começaram em 28 de fevereiro, supervisionadas pelo engenheiro militar francês Sébastien Le Prestre de Vauban, e a cidade se rendeu em 17 de março; A Espanha cedeu-o formalmente à França sob o Tratado de Nijmegen de agosto de 1678.